# オフィスセブン
有限会社オフィスセブンは、北海道札幌市に本社を置く芸能事務所・番組制作会社である。北海道内のテレビ・ラジオ・イベントに出演するお笑い芸人中心の事務所。
会社設立日は4月8日。かみむらしんや（408）だからこの日にしたという。

## 所属タレント
- かみむらしんや（代表取締役社長、お笑いタレント）
- ふれさわひろみつ（お笑いタレント）
- ラフ→チケット（須藤もとき・斉藤ひろき、お笑いタレント）[注釈 1]
- 勝山尚樹（ゴルフティーチングプロ）
- 折原弘之（日本レース写真家協会会員・日本スポーツ写真家協会会員・日本インストラクター・プロゴルファー協会会員）
- 竹中功（謝罪マイスター）

## 過去の所属タレント
- ぱお〜んみお
- 大西くん
- おののこはま
- まね〜ずメーカー（フルカウント千葉は現在く～ぽん、三好は「ロベルト三好」として東京でピン芸人活動）
- ハンマー×ハンマー（トムJET33が解散を発表し引退。後に相方の霜鳥はピン芸人・シモトリーヌ赤坂として活動）
- く～ぽん（東京に進出してワタナベコメディスクール17期生を経てワタナベエンターテインメント所属で活動）
- 鈴音
- ハマー
- 安田真美
- RYM-A
- ポテトマンズ（盛合・三好）
- ツーアウト（あかり・こゆき）
- シモトリーヌ赤坂
- ぽっき〜ぃ（提携タレント）
- 盛合でぇすけ
- 札幌太郎（other、かみむらしんやが演じる歌手）
- さおり
- Luna

## 放送番組

### 現在
- ちっぷいんBogey（北海道放送）
- しんや一族（テレビ北海道）
- 日曜しんや倶楽部（FMJAGA）
- LAUGH→TICKETの爆笑お笑いSCHOOL（FM-りべーる）
- 民間福祉情報バラエティ ミンフク（テレビ北海道）

### 過去
- よるのたまご（テレビ北海道）
  - すすきの天国 よるたまシリーズ
  - すきタマTV
- しんや家族（北海道テレビ放送、- 2012年4月28日）
- レッツパチニケーション（北海道テレビ放送、 - 2012年）
- プリパチ（北海道テレビ放送、2012年4月 - 2017年12月26日）
- ギャンブル大帝（ジェイコム札幌）
- 十勝しんや倶楽部（帯広シティーケーブル）
- 金曜しんや倶楽部（FMJAGA）
- ぶっちゃけ！終活TV→ぶっちゃけ！ミエルカTV（テレビ北海道、- 2023年11月11日[注釈 2]）
- SAPPORO NAMARA TV（ジェイコム札幌）